# Георги Костадинов (юрист)
Георги Димитров Костадинов е български юрист, професор, доктор по право и декан на Юридическия факултет на Софийския университет.

## Биография
Роден е на 19 март 1919 г. в Любеново. Завършва Юридическия факултет на Софийския университет през 1947 г. Преподавател в катедрата по държавноправни и административноправни науки.
Зам-декан през уч. 1964/66 г. и декан през уч. 1966/70 г. Зам-ректор на Софийския университет през уч. 1972/76 г.